# Sede de Justiça
Sede de Justiça é o terceiro álbum ao vivo do cantor brasileiro Fernandinho, lançado em 2007. O projeto foi gravado nos dias 30 e 31 de março do mesmo ano na Segunda Igreja Batista da cidade de Campos no Rio de Janeiro. O disco trouxe a participação de Bianca Azevedo na canção "Yeshua", de Daniel Souza, na música "Chorem", e de Paula Santos em várias músicas.

## Faixas
Todas as faixas escritas e compostas por Fernandinho. 
| N.º | Título                | Duração |  |
| 1.  | "Tudo o que eu Quero" |         |  |
| 2.  | "Nada Além do Sangue" |         |  |
| 3.  | "Como eu Te Amo"      |         |  |
| 4.  | "Emanuel"             |         |  |
| 5.  | "Chorem"              |         |  |
| 6.  | "Sede de Justiça"     |         |  |
| 7.  | "Chegou o Tempo"      |         |  |
| 8.  | "Dançar na Chuva"     |         |  |
| 9.  | "Yeshua"              |         |  |
| 10. | "Me Leva"             |         |  |
| 11. | "Se Deus é por Nós"   |         |  |

| Críticas profissionais | Críticas profissionais |
| Avaliações da crítica  | Avaliações da crítica  |
| Fonte                  | Avaliação              |
| ---------------------- | ---------------------- |
| Super Gospel           | (favorável)            |
| O Propagador           | [ 2 ]                  |

## Ficha técnica
- Fernandinho - vocal, violão, produção musical e arranjos
- Daniel Machado - guitarra
- André Figueiredo(Dedé) - bateria
- Carlos Aprígio - baixo
- Márcio Figueiredo - teclado
- Levi Miranda - Teclados adicionais e Mixagem